# أبتمر

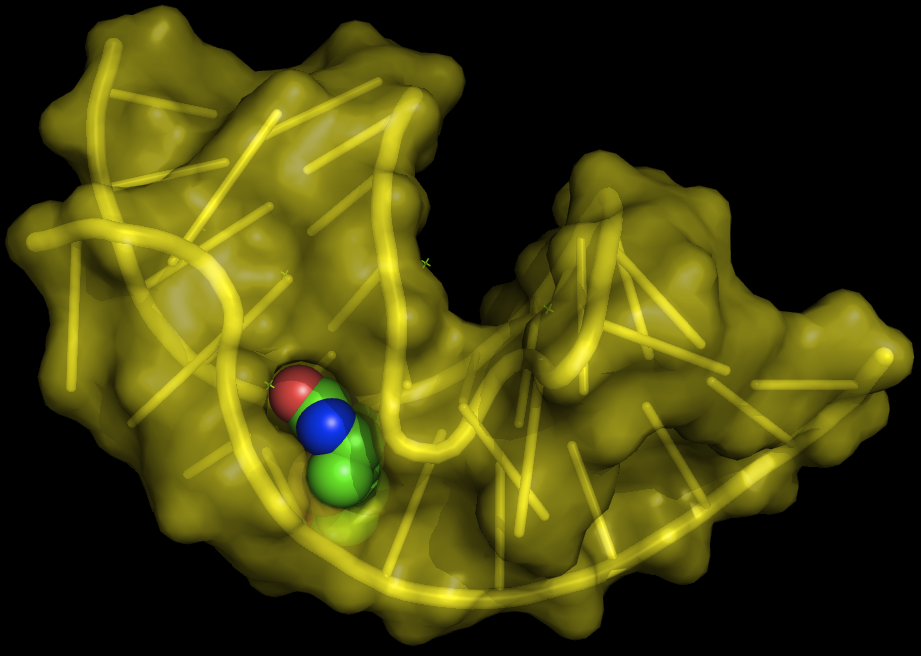

الأبتمرات (بالإنجليزية: Aptamers)‏ هي عبارة عن سلسلة حمض نووي قصيرة أو جزيئات ببتيدية والتي تشكل رابطة مع جزئ معين. يتم الحصول على هذه الأبتمرات عن طريق أخذها بشكل عشوائي من مناطق تجمع الأحماض النووية، ويمكن العثور على الأبتمرات بشكل طبيعي في جزء من الحمض النووي المراسل ويدعى بـ (رايبوس ويتش). تستخدم الأبتمرات في الأبحاث الأولية أو الأساسية وأيضا تستعمل لأأغراض مخبرية مثل صناعة الأدوية. من الممكن ربط الأبتمرات بالرايبوسومات، الأمر الذي يؤدي لانفساخ ذاتي عند وجود الجزي المطلوب. هذه المركبات الجزيئية لها - بالإضافة لما سبق - استعمالات للأغراض البحثية، الصناعية والمخبرية.
وبمزيد من الدقة، يمكن تصنيف الأبتمرات حسب التالي:
- أبتمرات الحمض النووي المنقوص أو الحمض النووي الرايبوزي. وتتكون من (قصيرة عادة) سلسة ألياف أحماض نووية أو جزيئات ببتيدية.
- أبتمرات ببتيدية. وتتكون من نطاق واسع من الببتيدات، والتي بدورها مرتبطة من كلتا نهايتيها الاثنتين بمنصة بروتينات.

## أبتمرات الأحماض النووية
أبتمرات الأحماض النووية هي عبارة عن نوع من الأحماض النووية التي تم هندستها والتي مرت بمراحل متعددة من الاختيار داخل المختبر أو ما يعرف بتممطتا (التطور المنهجي للمعقودات عن طريق التخصيب الأسي)لترتبط بالعديد من الجزيئات، مثل الجزيئات الصغيرة، البروتينات، الأحماض النووية وحتى الخلايا، الأنسجة والكائنات الحية. الأبتمرات مفيدة في التقنية الحيوية والتطبيقات العلاجية والتي توفر خصائص إعادة التعرف على الجزيئات والتي تنافس الجزيئات الحيوية المستخدمة على نطاق واسع، المضادات الحيوية. بالإضافة لتميزها في إعادة التعرف، الأبتمرات لديها ميزة على عكس المضادات الحيوية وهي أنها من الممكن أن تتم هندستها بشكل كامل في أنبوب اختبار، وأيضاً يتم إنتاجها بسهولة عن طريق التكوين الكيميائي، وتمتلك خصائص مرغوب بها كخاصية تخزين الخصائص، ولا تظهر استمناع النظام المناعي لها إلا بشكل طفيف أو على الإطلاق.
في عام 1990، قام معملان اثنان بشكل مستقل عن الآخر بتطوير تقنية الاختيار: المعمل الذهبي، عن طريق استعمال طريقة تممطتا لعملهم لاختيار جزيئات الحمض النووي الرايبوزي مقابل ت4 سلاسل جزيئات الحمض النووي المنقوص; أما معمل زوستاك، سكوا اللفظ بالاختيار المخبري، باختيار جزيئات الحمض النووي الرايبوزي مقابل العديد من الأصباغ العضوية. بالإضافة لما سبق فقد قام معمل زوستاك بسك اللفظ أبتمر (من اللاتينية، أبتوس، وتعني 'يناسب') لهذه الجزيئات الحمضية النووية. بعد مرور سنتين، قام معمل زوستاك بالتعاون مع علماء جايليد، بشكل مستقل عن الآخر، باستعمال خطط الاختيار المخبري لتطوير سلسلة جزيئية أحادية من الحمض النووي المنقوص للأصباغ العضوية وتجلط الدم، الثرومبين، على التوالي. لم يتبين وجود أي اختلاف بين أبتمرات الحمض النووي المنقوص والحمض النووي الرايبوزي، باسثناء تميز الحمض النووي المنقوص بالثباتية والاستقرار.
ومن المثير للدهشة، أن فكرة الانتقاء المخبري كانت قد تم التوصل لها قبل عشرين عاما أو يزيد عندما استعمل سول سبيجلمان فيروس (ق بيتا) في المضاعفة كطريقة ليطور جزئ ذاتي التضاعف. بالإضافة لذلك، قبل سنة من نشر طريقة لانتقاء المخبري وطريقة تممطتا استعمل جيرالد جويس طريقة سماها 'التطور الموجة' ليستبدل بذلك نشاط الرايبوسوم الانفساخي.
منذ اكتشاف الأبتمرات، قام العديد من الباحثين باستعمال الأبتمرات كوسيلة للتطبيق والاكتشاف. وفي عام 2001، تمت أتمتة (جعل الشئ ذاتي العمل) عملية الانتقاء المخبري بواسطة معمل إلنجتون في جامعة تكساس في أوستن، وفي شركة سوما لوجيك، مما قلل وقت العملية من ستة أسابيع إلى ثلاثة أيام.
مع أن الهندسة الاصطناعية للأحماض النووية الجزيئية مثيرة جداً في علم الأحياء والتقنية الحيوية، إلا أن فكرة الأبتمرات لم تظهر للعالم حتى عام 2002 عندما قام فريقان بقيادة رونالد بريكر وإفجني ندلر باكتشاف الجين المنظم للحمض النووي ويدعى رايبوس ويتش الذي يجعل الجزيئات المشابهة تمتلك خاصية إعادة التعرف ومن ثم لصنع الأبتمرات. وبالإضافة لاكتشاف هذا النسق الجيني الجديد، فإن هذا يضيف المزيد من الثناء لعالم الحمض النووي الرايبوزي كمبدأ مسلم به لأصل الحياة على الأرض.
ومؤخراً، ظهرت فكرة الأبتمرات الذكية، والجزيئات الذكية بشكل عام. حيث تكون متوازنة بشكل مسبق، ومعدل ثابت وحرارة معينة لتفاعل أبتمر معين. والتقنية اللازمة لانتقاء الأبتمرات الذكية هي الحركة الشعرية الكهربية. بحيث تتكون هذه الأبتمرات بعد عدة مراحل من الانتقاء.
ومؤخراً، تم اكتشاف علاج قائم على فكرة الأبتمرات وقد ربح جائزة بصفته أول دواء قائم على الأبتمرات يتم اعتماده من هيئة الغذاء والدواء الأمريكية، فيما يتعلق بعلاج الفساد البقعي، ويدعى ماكوجن مزود من قبل الصيدليات. باللإضافة لذلك، كامبريدج، م أ أركمكس، هي شركة رائدة في تطوير الأبتمرات كعلاج موجه للوقاية والشفاء من الأمراض المزمنة والمستعصية. أرس1779، مرشح، قوي، مختار، كغريم لعامل ويل براند. أرس1779، هو علاج ينصح به في حالات متلازمة التاجي الشرياني الحادة، حيث يتم إدخاله تحت الجلد. تم الانتهاء من المرحلة الأولى لاختبار هذا العلاج في دسمبر 2006 وسيتم البدء في المرحلة الثانية في في نهاية عام 2007.
الأبتمرات الغير معدلة يتم تصفيتها من مجرى الدم بشكل سريع، مع نصف حياة مقدر بعدة دقائق أو حتى إلى ساعات، والسبب الرئيسي لذلك هو تدهور الإنزيم النووي والتخلص منه من الجسم بواسطة الكلى، وذلك هو سبب الوزن الجزيئي الخفيف للأبتمرات. أما تطبيقات الأبتمرات الغير معدلة فتركز على علاج الأمراض العابرة مثل تجلط الدم أو علاج الأعضاء كالعين حيث النقل الداخلي ممكن.
هذا التخلص السريع يمكن الانتفاع منه في التطبيقات كالتشخيص الفيفوي. مثال على ذلك هو ارتباط الأبتمرات الملزم والتي يتم تطويره من قبل شرينج أ س لتشخيص السرطان. العديد من التعديلات، مثل 2 - الهرم الفلوري، ربط جزيئات غليكول الإيثلين (مجمعة كحوليات تحوي مجموعة الهيدروكسيل)، الخ. كلا الطريقتين مستعمل في علاج التبقع وهو أبتمر مرخص من قبل هيئة الغذاء والدواء الأمريكية، وهو مرخص للعلماء الذي من الممكن إطالة عمره إلى بضعة أيام أو على مقياس أسبوعي.
بالإضافة إلى العلاجات المرتكزة على الأبتمرات، قام العديد من الباحثين مثل معمل إلنجتون والبولدر، شركة سوما لوجيك بتطوير تقنيات تشخيصية للخلايا التي تحوي على بروتين جانبي وتدعى البروتيوميات، وتشخيص طبي لمقارنة الانقراض المرضي مقابل الوضع الصحي.
كمصدر لكل من الاختيار المخبري وتجارب تممطتا، قام معمل إلنجتون بتطوير قاعدة بيانات تصنف جميع التجارب التي أجريت على الأبتمرات، ويمكن العثور عليها في الموقع https://web.archive.org/web/20070401155603/http://aptamer.icmb.utexas.edu/

## الأبتمرات الببتيدية
الأبتمرات الببتيدية هي بروتينات صممت لتثبط تفاعلات بروتينية أخرى داخل الخلايا. وتتألف من حلقات ببتيدية عديدة مرتبطة من كلتا نهايتيها إلى قاعدة بروتينية. هذا التركيب المضاعف يمثل زيادة هائلة في القدرة الترابطية للأبتمرات الببتيدية إلى مراحل تجاري المضادات الحيوية (ليس إلى مرحلة كبيرة جداً).
هذه الحلقة المتعددة تتكون أساساً من عشرة إلى عشرين حمض أميني، والقاعدة البروتينية قد تكون أي بروتين ذا ذائبية عالية وله خصائص تحمل. حالياً، البروتين البكتيري ثيرودكسين-أ هو القاعدة البروتينة الأكثر استعمالاً، ويتم إدخال الحلقة المتعددة لتخفيف المكان النشط، والذي هو عبارة عن حلقة -سيس-جلي-برو-سيس- في البروتين الجامح (ذا النشاط العالي)، السيستينان (سيستين عبارة عن بروتين) حلقاتها الجانبية قادرة على تشكيل جير كبريتي.
انتقاء الأبتمرات الببتيدية يتم عن طريق أنظمة عديدة، ولكن أبرزها هي طريقة الخميرة مزدوجة التهجين.
اختيار الجزيئات الضابطة للأبتمرات الببتيدية قد تم شرحه. عن طريق عرض سبعة أحماض أمينية ببتيدية من قاعدة بروتينية طويلة بناء على بناء مثلوث راباميسين، التفاعلات بين الببتيدات العشوائية والجزئ الهدف من الممكن التحكم فيها عن طريق جزئ الراباميسين أو عن طريق نظير اللامناعة القمعية.

## اكتشاف العلامات الحيوية المبسطة للأبتمرات
اكتشاف العلامات الحيوية المبسطة للأبتمرات هي تقنية لاكتشاف العلامة الحيوية. اكتشاف العلامات الحيوية المبسطة للأبتمرات مبنية على عدة أجيال من أبتمر أو سلسلة من الأبتمرات للتفريق بين الأهداف الجزيئية للخلايا حيث تبسط الاكتشاف الأسي للعلامات الحيوية. وتتضمن ثلاث مراحل أساسية (1) التفريق الاختياري متعدد المراحل للأبتمرات للعلامة الحيوية للجزئ الهدف; (2) إقصاء الأبتمرات من العلامات الحيوية من الخلايا المطلوبة; (3)تعريف الطيف لأوزان العلامات الحيوية. الخاصية المهمة لاكتشاف العلامات الحيوية المبسطة للأبتمرات هو أنها تنتج أبتمرات بالتوازي مع اكتشاف العلامات الحيوية. في اختراع العلامات الحيوية المبسطة للأبتمرات، الأبتمرات تتطور لسطح علامة حيوية خلوية في وضعها الأساسي والتأكيدي. بالإضافة العلامات الحيوية المبسطة، أبتمرات مماثلة يمكن استعمالها مباشرة للإقصاء الخلوي، التمثيل الخلوي، وتتبع الخلايا في الفيفو. وأيضاً يمكن استعمالهم في تعديل أنشطة الخلايا المستقبلة وتقوم بتكوين عوامل مختلفة (مثل سي الحمض النووي الرايبوزي والأدوية) إلى الخلايا.